# ソフィア・ハジパンテリ
ソフィア・ハジパンテリ（Sophia Hadjipanteli）は、ギリシャ系キプロス人のモデルで、その特徴的な一本眉の容貌によって知られている。2020年には、ロンドンのファション・ウィーク（ロンドン・コレクション）で複数のファッションショーに登場した。彼女が最初にイギリスで注目を集めたのは、2017年であった。彼女がモデルを務めてきたブランドには、ゲス・ジーンズ、ポラロイドなどが含まれている。
ハジパンテリは、キプロスに生まれ育ち、その後、アメリカ合衆国に留学してメリーランド大学でマーケティングを学んだ。彼女は、「ボディ・ポジティブ (body positivity)」的な女性のイメージを支持する発言をしている。在学中からモデルとして活動を始めた。
彼女の特徴的な一本眉（つながり眉、ユニブロウ）は、もともとブロンドであったが、黒く染めたときに家族から似合っていると言われたことを契機に、コンプレックスがあった眉に自信をもったという。